# Orthodoxie (essai)
Pour les articles homonymes, voir Orthodoxie (homonymie).
Orthodoxie (Orthodoxy) est un essai d'apologétique chrétienne de G. K. Chesterton publié en 1908. 

## Présentation
Il a été écrit en réponse aux critiques essuyées par son essai précédent, Hérétiques (1905) : on accusait en effet l’auteur d'y faire la critique des philosophies actuelles sans proposer aucune philosophie alternative. Chesterton tente de relever le défi avec ce nouvel essai, et pour ce faire il doit inévitablement inclure des éléments autobiographiques.
Écrit lorsque Chesterton est anglican (il se convertit au catholicisme quatorze ans plus tard), l'auteur explique dans la préface que le but de l’essai est « non pas de savoir si l'on peut croire en la foi chrétienne, mais de tenter d’expliquer comment lui-même en est venu personnellement à y croire ». Il y présente une vision originale de la religion chrétienne : il la voit comme la réponse aux besoins humains naturels, la « réponse à une énigme » et pas simplement comme une vérité arbitraire reçue de quelque part hors des limites de l'expérience humaine.
Orthodoxie a joué un rôle important dans la conversion au catholicisme de l’historien et poète Theodore Maynard (1890–1956) ainsi que dans l'ordination de Bernard Iddings Bell . En 2015, dans le magazine The Atlantic le critique James Parker recommande le livre dans ces termes : « Si vous avez un après-midi de libre, lisez son chef-d'œuvre de l'apologétique chrétienne, Orthodoxie : les principes fondamentaux de l'ontologie racontés avec une merveilleuse et bondissante légèreté. Thomas d'Aquin rencontre Eddie Van Halen. »

## Chapitres
Titres des chapitres selon la traduction de Charles Grolleau :
- I. Introduction
- II  - Le Fou
- III - Le Suicide de la pensée
- IV  - L'Éthique du pays des fées
- V   - Le Drapeau du monde
- VI  - Les Paradoxes du christianisme
- VII - L'Éternelle Révolution
- VIII- Le Romantisme de l'orthodoxie
- IX  - Autorité et Aventure

## Édition anglaise
- 1923 : Orthodoxy, Londres, Bodley Head

## Éditions françaises
- 1923 : Orthodoxie, traduction de Charles Grolleau, Paris : L. Rouart et J. Watelin, 239 p. [6].
- 1984 : Orthodoxie, trad. Anne Joba, Paris, Gallimard, coll. « Idées » (no 504), 244 p.   (ISBN 2070355047)[7].
- 2010 : Orthodoxie, trad. Lucien d'Azay, Paris, Climats, 254 p.   (ISBN 9782081220287)[8].
- 2023 : Orthodoxie, trad. Radu Stoenescu, Paris, Carmin, 310 p.   (ISBN 9782493247018)[9].